# Les Pilleurs
Pour plus de détails, voir Fiche technique et Distribution.
Les Pilleurs (Trespass) est un film américain réalisé par Walter Hill, sorti en 1992.
Le scénario était un projet de longue date de Bob Gale et Robert Zemeckis, créateurs de Retour vers le futur. Le film met en scène Bill Paxton et William Sadler et les rappeurs Ice-T et Ice Cube.

## Synopsis
Lors d'une intervention dans un immeuble en flammes, Vince Gillian et Don Perry, deux pompiers de l'Arkansas, tombent sur un vieil homme en plein délire. Juste avant de mourir en se jetant dans le feu, il leur remet une carte. Après quelques recherches, ils comprennent alors que l'homme en question a pillé une église 50 ans auparavant : la carte pourrait bien les mener au butin, constitué d'objets d'art grecs d'une valeur inestimable. Il l'aurait apparemment dans une zone industrielle abandonnée à East Saint Louis. Là-bas, les deux hommes sont involontairement témoins d'un meurtre commis par un gang local.

## Fiche technique
Sauf indication contraire, les informations mentionnées dans cette section peuvent être confirmées par la base de données cinématographiques IMDb,  présente dans la section « Liens externes ».
- Titre français et québécois : Les Pilleurs
- Titre original : Trespass
- Titre de travail : The Looters
- Réalisation : Walter Hill
- Scénario : Bob Gale et Robert Zemeckis
- Musique : Ry Cooder
- Photographie : Lloyd Ahern II
- Montage : Freeman A. Davies
- Production : Neil Canton
- Société de production : Universal Pictures
- Distribution : Universal Pictures (États-Unis), United International Pictures (France)
- Pays de production :  États-Unis
- Langue originale : anglais
- Format : Couleur - Dolby Surround - 35 mm - 1.85:1
- Genre : thriller, action
- Durée : 97 minutes
- Budget : 17 000 000 $
- Dates de sortie : 
  - États-Unis : 25 décembre 1992
  -  France : 17 février 1993
- Classification : 
  - États-Unis : R - Restricted

## Distribution
- Bill Paxton (VF : Michel Papineschi) : Vince Gillian
- William Sadler (VF : Patrick Floersheim) : Don Perry
- Ice-T (VF : Emmanuel Jacomy) : King James
- Ice Cube (VF : Daniel Russo) : Savon
- Art Evans (VF : Jacques Balutin) : Bradlee
- Bruce A. Young (VF : Jacques Martial) : Raymond
- Stoney Jackson (VF : Philippe Vincent) : Wickey
- De'voreaux White (VF : Alexandre Gillet) : Lucky
- Byron Minns (VF : Marc Alfos) : Moon
- Glenn Plummer : Luther
- T. E. Russell : Video
- Tico Wells : Davis
- Tom Lister, Jr. : Cletus
- John Toles-Bey (VF : Emmanuel Karsen) : Goose
- Hal Landon Jr. : Eugene DeLong
- James Pickens Jr. (VF : Pascal Renwick) : l'officier Reese
- L. Warren Young : l'officier Foley

## Production
Les scénaristes Robert Zemeckis et Bob Gale avouent s'être inspiré du film Le Trésor de la Sierra Madre, qu'ils ont transposé dans une guerre de gang urbaine. Ils ont commencé à écrire le film dès les années 1970, sous le titre The Looters. Le producteur Neil Canton donne ensuite le script à Walter Hill. Ce dernier est très enthousiasmé par le projet et également surpris par le travail des deux scénaristes, très différent de leurs précédentes œuvres. Habitué à réécrire les scénarios, Walter Hill ne modifie quasiment pas celui-ci.
Le tournage a lieu de novembre 1991 à février 1992. Il se déroule à Atlanta dans l'État de Géorgie (principalement dans le quartier de Cabbagetown), également à Saint-Louis (Missouri) et Memphis (Tennessee).
Le film devait sortir en juillet 1992 sous le titre The Looters (« les pillards » en français). À la suite des émeutes de mai à juin 1992 à Los Angeles, le film est rebaptisé Tresspass (« intrusion » en français).

## Bandes originales

### Original Motion Picture Score
La musique du film est composée par Ry Cooder et interprétée notamment avec Jim Keltner, Nathan East, David Lindley, Van Dyke Parks ou encore Jon Hassell. À l'origine, la musique du film avait été confiée à John Zorn. Mais le réalisateur Walter Hill n'apprécie pas son travail et le remplace par Ry Cooder, avec lequel il a déjà travaillé à plusieurs reprises.
Liste des titres
1. Video Drive-By – 1:55
2. Trespass (Main Title) – 1:38
3. East St. Louis – 2:01
4. Orgill Bros. – 1:44
5. Goose and Lucky – 3:35
6. You Think It's on Now – 1:41
7. Solid Gold – 0:58
8. Heroin – 4:13
9. Totally Boxed In – 6:48
10. Give' Em Cops – 1:27
11. Lucy in the Trunk –3:46
12. We're Rich – 2:26
13. King of the Streets – 3:59
14. Party Lights – 3:00

### Music from the Motion Picture
L'album Music from the Motion Picture contient des chansons d'artistes rap, dont Ice Cube et Ice-T qui jouent également dans le film. L'album atteint la 82e du Billboard 200.
| Liste des titres | Liste des titres                                              | Liste des titres                                     | Liste des titres | Liste des titres | Liste des titres | Liste des titres | Liste des titres | Liste des titres | Liste des titres |
| No               | Titre                                                         | Producteurs                                          | Durée            |                  |                  |                  |                  |                  |                  |
| ---------------- | ------------------------------------------------------------- | ---------------------------------------------------- | ---------------- | ---------------- | ---------------- | ---------------- | ---------------- | ---------------- | ---------------- |
| 1.               | Trespass (interprété par Ice-T & Ice Cube)                    | Sir Jinx                                             | 2:55             |                  |                  |                  |                  |                  |                  |
| 2.               | Gotta Do What I Gotta Do (interprété par Public Enemy)        | The Bomb Squad                                       | 4:42             |                  |                  |                  |                  |                  |                  |
| 3.               | Depths of Hell (interprété par Ice-T & Daddy Nitro)           | - DJ Aladdin - Ice-T - SLEJ Da Ruff Edge             | 5:14             |                  |                  |                  |                  |                  |                  |
| 4.               | I Check My Bank (interprété par Sir Mix-a-Lot)                | Sir Mix-a-Lot                                        | 4:08             |                  |                  |                  |                  |                  |                  |
| 5.               | I'm a Playa (Bitch) (interprété par Penthouse Players Clique) | - DJ Battlecat - Penthouse Players Clique (co.)      | 3:54             |                  |                  |                  |                  |                  |                  |
| 6.               | On the Wall (interprété par Black Sheep)                      | Black Sheep                                          | 5:31             |                  |                  |                  |                  |                  |                  |
| 7.               | Don't Be a 304 (interprété par AMG)                           | - AMG - Courtney Branch (co.) - Tracy Kendrick (co.) | 3:34             |                  |                  |                  |                  |                  |                  |
| 8.               | Gotta Get Over (Taking Loot) (interprété par Gang Starr)      | - DJ Premier - Guru                                  | 3:43             |                  |                  |                  |                  |                  |                  |
| 9.               | You Know What I'm About (interprété par Lord Finesse)         | Lord Finesse                                         | 4:12             |                  |                  |                  |                  |                  |                  |
| 10.              | I'm Gonna Smoke Him (interprété par Donald D)                 | - Bilal Bashir - Donald D                            | 4:24             |                  |                  |                  |                  |                  |                  |
| 11.              | Quick Way Out (interprété par WC and the Maad Circle)         | - DJ Crazy Toones - DJ Battlecat - WC                | 3:46             |                  |                  |                  |                  |                  |                  |
| 12.              | King of the Street (interprété par Ry Cooder & Jim Keltner)   | - Jim Keltner - Ry Cooder                            | 3:30             |                  |                  |                  |                  |                  |                  |
| 49:33            |                                                               |                                                      |                  |                  |                  |                  |                  |                  |                  |

## Sortie et accueil

### Critique
Le film reçoit des critiques partagée. Sur l'agrégateur américain Rotten Tomatoes, il récolte 69% d'opinions favorables pour 26 critiques et une note moyenne de 6,03⁄10. Sur Metacritic, il obtient une note moyenne de 37⁄100 pour 19 critiques.

### Box-office et vidéo
Le film est un échec cuisant au box-office américain, malgré la présence à l'écriture et à la production de Robert Zemeckis et Bob Gale, auteurs de la trilogie Retour vers le futur. Les Pilleurs ne rapportent que 13 249 535 $ sur le sol américain. En France, il ne compte que 66 738 entrées.
Le film gagnera malgré tout ses galons de film culte grâce à son exploitation en vidéo et à la présence des rappeurs Ice-T et Ice Cube, alors en pleine gloire à cette époque. Longtemps disponible en VHS, aucun DVD français n'est disponible en France, cependant, il existe un import anglais  qui contient la version française d'origine.